# أنطونيو دي مورا كارفاليو
أنطونيو دي مورا كارفاليو هو لاعب كرة قدم برازيلي في مركز الوسط، ولد في 29 مايو 1986 في ساو باولو في البرازيل. لعب مع بوتافوغو ريغاتاس ونادي أيه بي سي ونادي استقلال طهران ونادي إيتوانو ونادي بونتي بريتا ونادي سيارا.

## وصلات خارجية
- أنطونيو دي مورا كارفاليو على موقع Soccerway.com (الإنجليزية)
- أنطونيو دي مورا كارفاليو على موقع عالم كرة القدم.نت (الإنجليزية)